# Czarodziej Glinka
Czarodziej Glinka (ros. Композитор Глинка) – radziecki film biograficzny z 1952 roku w reżyserii Grigorija Aleksandrowa. Opowieść filmowa o życiu rosyjskiego kompozytora Michaiła Glinki. 

## Obsada
- Boris Smirnow jako Michaił Glinka[2]
- Lew Durasow jako Aleksander Puszkin[2]
- Lubow Orłowa jako Ludmiła Glinka (siostra Glinki)[2]

## Nagrody
1953: Międzynarodowy Festiwal Filmowy w Locarno - Złoty Lampart